# Heinrich Ziegenbein
Johann Heinrich Wilhelm Ziegenbein (* 6. September 1766 in Braunschweig; † 12. Januar 1824 in Blankenburg (Harz)) war ein deutscher Pädagoge und evangelischer Geistlicher.

## Leben
Johann Heinrich Wilhelm Ziegenbein war der Sohn eines Magazinverwalters. Er besuchte das Collegium Carolinum in Braunschweig und bildete sich in einem Gelehrtenverein bei Johann Joachim Eschenburg, Justus Friedrich Wilhelm Zachariae, Gotthold Ephraim Lessing und Johann Arnold Ebert weiter; dort wurde auch sein Interesse an der französischen und englischen Literatur geweckt. Er entschied sich bereits sehr früh, im Schulwesen tätig zu werden, und wurde hierbei durch Joachim Heinrich Campe geprägt, der 1786 nach Wolfenbüttel berufen wurde, um das Schulwesen des Landes zu reformieren.
Johann Heinrich Wilhelm Ziegenbein gab frühzeitig Unterricht, beschäftigte sich mit ausländischer Literatur und studierte von 1786 bis 1788 an der Universität Helmstedt gleichzeitig Theologie. In dieser Zeit fertigte er für seinen sowie für den Lebensunterhalt seiner Mutter Übersetzungen aus englischen und französischen Schriften, so übersetzte er die Biographien von Johannes Calvin und Théodore de Bèze. Er unterrichtete am Erziehungsinstitut des Predigers Johann Nikolaus Milow (1738–1795) in Wandsbek.
1798 erhielt er eine Predigerstelle an der Petrikirche in Braunschweig, verbunden mit einem Amt als öffentlicher Lehrer an der Katharinenschule, und blieb weiterhin schriftstellerisch tätig, unter anderem veröffentlichte er in der Allgemeinen Literatur-Zeitung.
Von 1799 bis 1800 gab er die theologische Fachzeitschrift Britisches Magazin für Prediger heraus, das er im Fleckeisenschen Verlag Helmstedt veröffentlichen ließ.
Als er 1803 Generalsuperintendent des Fürstentums Blankenburg und erster Prediger Blankenburgs in der St.-Bartholomäus-Kirche wurde, wirkte er seit 1804 entscheidend an der weiblichen Erziehung mit; hierzu legte er 1807 bis 1810 eine Schriftenreihe zur öffentlichen Beurteilung vor. Er leitete den Unterricht an der dortigen Töchterschule, die von seiner Ehefrau gegründet worden war.
Er wurde als Konsistorialrat in das Konsistorium nach Wolfenbüttel berufen und erhielt die benachbarte Landpfarrei Salzdahlum, kurz darauf erhielt er dann aber das Direktorat der fürstlichen Waisenhausschule in Braunschweig, an der auch seine Ehefrau die Schülerinnen unterrichtete. In dieser Zeit nahm er auch seinen Unterricht als Religionslehrer am Carolinum erneut auf, den er bis kurz vor seinem Tod beibehielt.
Er widmete sich besonders der Aufsicht über die Waisenhausschulen, die er täglich besuchte, selbst als ihn die Gicht am Gehen behinderte, ließ er sich in einem Sessel dorthin tragen.
1819 wurde er zum Abt von Michaelstein ernannt und wohnte der Ständeversammlung bei; dort setzte er sich besonders für das Schulwesen ein.
Johann Heinrich Wilhelm Ziegenbein war mit einer geborenen Hartmann verheiratet.

## Ehrungen
Die theologische Fakultät der Universität Göttingen verlieh ihm den theologischen Doktorgrad.

## Schriften (Auswahl)
- Jean Senebier; Hans Jakob Matthiessen; Johann Wilhelm Heinrich Ziegenbein: Leben Calvins und Bezas. Hamburg; und Leipzig: verlegt von Hans Jakob Matthiessen, 1789.
- Calvins und Bezas Schriften, nach der Zeitfolge geordnet, mit historisch-kritischen Anmerkungen. Hamburg 1790.
- Nachricht von den unglücklichen Auftritten in Genf im Julius 1794. Braunschweig: 1794.
- Edward Gibbon; Johann Wilhelm Heinrich Ziegenbein: Gibbon's Leben: Aus dem Englischen übersetzt und mit erläuternden Anmerkungen begleitet.  Braunschweig Schulbuchhandlung 1797.
- Englisches Lesebuch für die auf Gymnasien durch Lectüre der Classiker gebildete Jugend. Braunschweig Reichard 1801.
- Ueber die wohlthätigen Fortschritte zur Verbesserung des Religionsunterrichts in den Gymnasien des protestantischen Deutschlandes am Ende des achtzehnten und im Anfange des neunzehnten Jahrhunderts. Braunschweig Reichard 1802.
- Kleines Lehrbuch der Religions- und Tugendlehre nach Anleitung der Lehre Jesus und der durch sie geweckten und gebildeten Vernunft Für die Confirmanden oder für die zweyte Classe der Gymnasien und die oberste der Bürgerschulen. Braunschweig Helmstädt Fleckeisen 1803.
- Allgemeine historische Blicke auf die Entstehung und Fortbildung der Töchterschulen. Blankenburg: Wesche, 1809.
- Nachricht von der Industrie-Töchterschule zu Blankenburg. Blankenburg Wesche 1809.
- Schulschriften über Gegenstände aus dem Gebiete der weiblichen Erziehung und Bildung. Blankenburg Wesche 1809.
- Lesebuch für Deutschlands Töchter: zur Bildung des Geschmacks und zur Veredelung des Herzens. Quedlinburg 1811.
- Religion in den besten Liedern Deutscher Dichter: Ein Hülfsbuch bei dem Religionsunterrichte der gebildetern Jugend. Göttingen Vandenhöck und Ruprecht 1812.
- Lehrbuch der christlichen Glaubens- und Tugendlehre für die weibliche Jugend, welches den dritten und letzten Cursus des Religionsunterrichts in sich fasst.  Quedlinburg Ernst 1812.
- Kleine Handbibliothek für Schullehrer und Freunde der pädagogischen Literatur. Magdeburg: Schütz, 1815.
- Die Schul-Bezirks-Bibliothek für die Diöcese Blankenburg. Magdeburg: Adolph Friedrich von Schütz, 1815.
- Anfangsbuch zur leichtern Erlernung der französischen Sprache. Quedlinburg: Ernst, 1817.
- Catechismus der christlichen Lehre mit biblischen Denksprüchen und mit biblischen Beispielen verbunden. Quedlinburg, 1818.
- Umriß der jüdischen und christlichen Religionsgeschichte. Quedlinburg: Ernst, 1819.
- Die kleine Bibel, oder der Glaube und die Pflichten der Schriften in Worten der heiligen Schrift. Braunschweig 1821.
- Historisch-pädagogische Blicke auf den Taubstummenunterricht: und die Taubstummeninstitute. Braunschweig: Bei L. Lucius, 1823.
- Biblisches Lesebuch zur Beförderung einer fruchtbaren Bibelkunde für die Jugend in Schulen und Privatunterrichtsanstalten. Braunschweig G. C. E. Meyer 1823.
- Lehrbuch der christlichen Glaubens- und Tugendlehre für die gebildetere weibliche Jugend. Quedlinburg: Ernst, 1824.